# مگومی موراکامی
مگومی موراکامی (انگلیسی: Megumi Murakami؛ زادهٔ ۱۴ سپتامبر ۱۹۸۵) بازیکن والیبال ساحلی اهل ژاپن است.